# 門登 (紐約州)
門登（英語：Mendon）是一個位於美國紐約州門羅縣的鎮。

## 人口
根據2020年美國人口普查的數據，門登的面積為115.50平方千米，當中陸地面積為112.00平方千米，而水域面積為3.50平方千米。當地共有人口9095人，而人口密度為每平方千米79人。